# Луций Корнелий Сулла
Лу́ций Корне́лий Су́лла Фе́ликс (лат. Lucius Cornelius Sulla (Felix); 138 до н. э., Рим, Римская республика — март 78 до н. э., Путеолы, Римская республика) — древнеримский государственный деятель и военачальник, бессрочный диктатор «для написания законов и укрепления республики» (82 — ок. 79 года до н. э.), консул 88 и 80 годов до н. э., организатор кровавых проскрипций и реформатор государственного устройства. Стал первым римлянином, который захватил Вечный город силой, причём дважды. Остался в памяти потомков как жестокий тиран, добровольно отказавшийся от неограниченной власти.

## Происхождение и молодость
Сулла происходил из постепенно угасавшей знатной семьи, представители которой давно не занимали высших государственных постов. Первым известным представителем этой ветви патрицианского рода Корнелиев был диктатор примерно 334 года до н. э. Публий Корнелий Руфин, но о нём ничего достоверно неизвестно. Прапрапрадед Суллы, Публий Корнелий Руфин, был консулом в 290 и 277 годах до н. э., а также диктатором (предположительно, rei gerundae causa) в неустановленный год в промежутке между 291 и 285 годами до н. э. Вскоре, однако, он был изгнан из сената за нарушение законов о роскоши — цензор обнаружил, что у него дома хранилось больше серебряной посуды, чем было дозволено человеку его статуса. Прапрадед Луция Публий Корнелий Сулла, занимавший почётную должность жреца Юпитера (Flamen Dialis), первым упоминается под когноменом Sulla. Прадед и дед Суллы (обоих звали «Публиями») были преторами в 212 и 186 годах соответственно; последний из них был наместником Сицилии.
Про его отца, Луция Корнелия Суллу, достоверно известно только то, что он был женат дважды. Вероятнее всего, он не был первым сыном в семье, поскольку получил имя «Луций», а не передававшееся через старших сыновей имя «Публий». Существует неподтверждённое предположение, что отец Суллы был претором, а затем получил в управление провинцию Азия, где мог познакомиться с понтийским царём Митридатом VI. У Суллы были брат Сервий и сестра Корнелия. Мать Суллы умерла, когда он был ещё ребёнком, и его воспитывала мачеха. Когда будущий диктатор готовился получить взрослую мужскую тогу (то есть в 14 лет), Сулла-старший умер, не оставив сыну завещания.
|                      |                      |                      |                      |                      |                      |                |                |                |                |                |                | Публий Корнелий Руфин диктатор 334/333                  |                              |                              |                              |                              |                              |                       |                       |                       |                       |                  |                  |                  |                  |
|                      |                      |                      |                      |                      |                      |                |                |                |                |                |                |                                                         |                              |                              |                              |                              |                              |                       |                       |                       |                       |                  |                  |                  |                  |
|                      |                      |                      |                      |                      |                      |                |                |                |                |                |                |                                                         |                              |                              |                              |                              |                              |                       |                       |                       |                       |                  |                  |                  |                  |
|                      |                      |                      |                      |                      |                      |                |                |                |                |                |                | Публий Корнелий Руфин консул 290, 277; диктатор 291/285 |                              |                              |                              |                              |                              |                       |                       |                       |                       |                  |                  |                  |                  |
|                      |                      |                      |                      |                      |                      |                |                |                |                |                |                |                                                         |                              |                              |                              |                              |                              |                       |                       |                       |                       |                  |                  |                  |                  |
|                      |                      |                      |                      |                      |                      |                |                |                |                |                |                | Публий Корнелий Сулла жрец Юпитера                      |                              |                              |                              |                              |                              |                       |                       |                       |                       |                  |                  |                  |                  |
|                      |                      |                      |                      |                      |                      |                |                |                |                |                |                |                                                         |                              |                              |                              |                              |                              |                       |                       |                       |                       |                  |                  |                  |                  |
|                      |                      |                      |                      |                      |                      |                |                |                |                |                |                | Публий Корнелий Сулла Руф Сивилла претор 212            |                              |                              |                              |                              |                              |                       |                       |                       |                       |                  |                  |                  |                  |
|                      |                      |                      |                      |                      |                      |                |                |                |                |                |                |                                                         |                              |                              |                              |                              |                              |                       |                       |                       |                       |                  |                  |                  |                  |
|                      |                      |                      |                      |                      |                      |                |                |                |                |                |                | Публий Корнелий Сулла претор 186                        |                              |                              |                              |                              |                              |                       |                       |                       |                       |                  |                  |                  |                  |
|                      |                      |                      |                      |                      |                      |                |                |                |                |                |                |                                                         |                              |                              |                              |                              |                              |                       |                       |                       |                       |                  |                  |                  |                  |
|                      |                      |                      |                      | ? (мать Суллы)       | ? (мать Суллы)       | ? (мать Суллы) | ? (мать Суллы) | ? (мать Суллы) | ? (мать Суллы) |                |                | Луций Корнелий Сулла Старший                            | Луций Корнелий Сулла Старший | Луций Корнелий Сулла Старший | Луций Корнелий Сулла Старший | Луций Корнелий Сулла Старший | Луций Корнелий Сулла Старший |                       |                       | ? (мачеха Суллы)      | ? (мачеха Суллы)      | ? (мачеха Суллы) | ? (мачеха Суллы) | ? (мачеха Суллы) | ? (мачеха Суллы) |
|                      |                      |                      |                      | ? (мать Суллы)       | ? (мать Суллы)       | ? (мать Суллы) | ? (мать Суллы) | ? (мать Суллы) | ? (мать Суллы) |                |                | Луций Корнелий Сулла Старший                            | Луций Корнелий Сулла Старший | Луций Корнелий Сулла Старший | Луций Корнелий Сулла Старший | Луций Корнелий Сулла Старший | Луций Корнелий Сулла Старший |                       |                       | ? (мачеха Суллы)      | ? (мачеха Суллы)      | ? (мачеха Суллы) | ? (мачеха Суллы) | ? (мачеха Суллы) | ? (мачеха Суллы) |
|                      |                      |                      |                      |                      |                      |                |                |                |                |                |                |                                                         |                              |                              |                              |                              |                              |                       |                       |                       |                       |                  |                  |                  |                  |
|                      |                      |                      |                      |                      |                      |                |                |                |                |                |                |                                                         |                              |                              |                              |                              |                              |                       |                       |                       |                       |                  |                  |                  |                  |
| Луций Корнелий Сулла | Луций Корнелий Сулла | Луций Корнелий Сулла | Луций Корнелий Сулла | Луций Корнелий Сулла | Луций Корнелий Сулла |                |                | Корнелия Сулла | Корнелия Сулла | Корнелия Сулла | Корнелия Сулла | Корнелия Сулла                                          | Корнелия Сулла               |                              |                              | Сервий Корнелий Сулла        | Сервий Корнелий Сулла        | Сервий Корнелий Сулла | Сервий Корнелий Сулла | Сервий Корнелий Сулла | Сервий Корнелий Сулла |                  |                  |                  |                  |

Сулла рос в небогатой обстановке. Впоследствии, когда Сулла стал консулом, его часто упрекали за то, что он изменил своему скромному образу жизни. Возможно, упоминаемая в источниках бедность его семьи была лишь относительной — по сравнению с другими, нажившими огромные богатства во время многочисленных войн семьями, не занимавшие высоких магистратур Суллы не имели возможности обогатиться за счёт военных трофеев и поборов в провинциях. Тем не менее, отсутствие собственного дома в конце II века было свидетельством крайней бедности для человека его происхождения. Отсутствие денег не позволило Сулле начать военную карьеру, как это делали многие другие молодые нобили. Состояние Суллы в молодости оценивается примерно в 150 000 сестерциев, хотя ему, вероятно, пришлось уплачивать долги своего отца. Впрочем, Сулла всё же получил хорошее образование. В частности, он хорошо владел греческим языком и хорошо знал греческую литературу, но при этом не попытался начать карьеру с судебных или политических речей — весьма популярных в то время занятий.
В молодости Сулла вёл распущенный образ жизни (за это его особенно сильно порицает его главный биограф, моралист Плутарх). По сообщению Плутарха, Сулла регулярно пьянствовал в компании недостойных его положения людей, и, в противоположность большинству римлян, за обедом «с Суллой нельзя было говорить ни о чём серьёзном», хотя в остальное время дня Сулла был крайне деятелен.

## Начало карьеры

### Югуртинская война
Службу Сулла начал несколько позже, чем другие (следовавшие cursus honorum начинающие политики) — квестором в 107 году, подчиняясь консулу Гаю Марию. Гай Марий должен был отправиться в Африку, где Рим завяз в Югуртинской войне в Нумидии против царя Югурты (начавшейся в 112 году и возобновившейся в 110 году). Сулла в этой войне должен был сопровождать Мария. Существует предположение, что Сулла получил должность квестора и командование в войне благодаря женитьбе на родственнице Гая Мария. Отмечается также, что Сулла мог выбрать Мария из двух полководцев, к которым можно было присоединиться (вторым был Луций Кассий Лонгин, вскоре разгромленный германцами). Первым заданием Суллы был сбор в Италии значительного вспомогательного конного войска и переброска его в Северную Африку. Сулле потребовалось лишь несколько месяцев, чтобы справиться с этим и зарекомендовать себя с самой лучшей стороны. Вскоре Луцию удалось завоевать уважение воинов благодаря умелому руководству войсками в столь юном возрасте, хотя, возможно, причиной тому было его обаяние.
О дальнейших событиях вплоть до возвращения полководцев в Рим известно преимущественно из источников, опиравшихся на мемуары Суллы, которые до настоящего времени не сохранились, но активно использовались позднейшими античными авторами. Вероятная пристрастность Суллы в своих мемуарах заставляет некоторых историков относиться к подробностям операции с недоверием. По версии, сохранённой Саллюстием, вскоре после прибытия Суллы Марий послал к противнику Югурты, царю Бокху, делегацию по просьбе последнего — Бокх намекал, что он желает сказать нечто важное. Вместе с Суллой, получившим должность легата, к Бокху отправился другой легат Гая Мария, бывший претор Авл Манлий (или Манилий). Манлий занимал более высокое положение, но передал право говорить более искусному в красноречии Сулле; не исключено, однако, что выступали они оба. Сулла повёл переговоры, видя основной своей целью обеспечить лояльность Бокха Риму в обмен на положение «союзника и друга римского народа» и возможные территориальные уступки. Саллюстий так передаёт заключительную часть речи Суллы: «Хорошенько проникнитесь идеей, что никто никогда не превосходил в великодушии римский народ; что же касается его военной силы, у вас есть все основания её знать». Воспользовавшись случаем, Сулла сблизился с царём. Тем временем Югурта подкупил друзей Бокха, и они склонили его к мысли о прекращении контактов с римлянами. Таким образом, жизнь Суллы оказалась под угрозой, хотя, в конце концов, Бокх согласился на сотрудничество с Римом и послал туда посольство из числа наиболее надёжных людей, чтобы заключить мир на любых условиях. Однако послы были ограблены разбойниками, но Сулла, к этому времени получивший от Мария полномочия пропретора (pro praetore), доброжелательно их принял и помог в дальнейшем.
Послы отправились в Рим и получили ответ, содержавший недвусмысленный намёк на то, что от Бокха ждут выдачи Югурты. После этого Бокх попросил Суллу прибыть к нему для обсуждения деталей. Сулла выехал в сопровождении отряда преимущественно легковооружённых солдат, а вскоре к нему присоединился Волукс, сын Бокха. Но на пятый день пути разведчики сообщили о присутствии поблизости крупной нумидийской армии под командованием самого Югурты. Тогда Волукс предложил Сулле бежать ночью вдвоём, но Сулла решительно отказался, сославшись на нежелание трусливо бежать от неудачливого Югурты. Однако Сулла всё же согласился выступить ночью, но только со всем отрядом. Чтобы осуществить задуманное, Сулла приказал своим солдатам быстро подкрепиться и зажечь большие костры для создания иллюзии, будто они должны провести здесь всю ночь. Однако, при поисках нового лагеря мавританские конники сообщили, что Югурта опять находится перед ними, примерно в трёх километрах. Многие в лагере считали, что это была засада, организованная Волуксом, и даже хотели убить его, но Сулла лишь потребовал от него покинуть лагерь. Однако Волукс отрицал свою вину и предложил Сулле дерзкий план: пройти через лагерь Югурты с небольшим отрядом, а в качестве гарантии Волукс, зная, что Югурта не станет нападать на царского сына, пошёл вместе с Суллой. Им удалось пройти через лагерь Югурты и вскоре прибыть к Бокху.
При дворе Бокха находились подкупленные Югуртой люди, с помощью которых планировалось вести переговоры. Но Бокх тайно послал своего верного человека, Дамара, к Сулле с предложением провести тайные переговоры, параллельно вводя в заблуждение людей Югурты. Во время дневных переговоров Бокх просил Суллу дать ему 10 дней отсрочки на раздумья, но уже ночью состоялись прямые тайные переговоры между Бокхом и Суллой при посредничестве Дамара. Сулле удалось договориться об условиях мира с Бокхом, и на следующий день Бокх послал человека Югурты при своём дворе с предложением выдать ему Суллу, чтобы, удерживая его как заложника, добиться желаемых условий мира. Вскоре Югурта прибыл к Бокху. Правда, по свидетельству Саллюстия, Бокх всё это время раздумывал, выдать ли Суллу Югурте или Югурту Сулле, но, в конце концов, решил выдать Югурту римлянам. Спутники Югурты были перебиты, а сам он схвачен людьми Бокха. При этом захваченный в плен Югурта был передан именно Сулле, а не его непосредственному командиру Марию. Тем не менее, Сулла сразу же передал Югурту Марию. Таким образом, Марий сумел окончить Югуртинскую войну именно благодаря Сулле.
Вскоре Марий получил право провести триумф (он прошёл 1 января 104 года до н. э.), но, по словам Плутарха, уже тогда в Риме говорили о том, что война всё же была выиграна благодаря Сулле. Хотя благодаря действиям Суллы Марий укрепил свой авторитет в Риме, его честолюбие было настолько ущемлено, что этот эпизод положил начало длительной вражде между Марием и Суллой. Чуть позже Бокх поставил в Риме статуи, изображающие богиню Викторию с трофеями в руках, а возле них — сцену передачи Югурты Сулле. По свидетельству Плутарха, это чуть не привело к столкновению между сторонниками Суллы и Мария. Позднее, около 62 года, сын Суллы Фавст отчеканил монеты с изображением этой сцены.

### Война с германцами
Окончание Югуртинской войны примерно совпало с поражением римлян в битве при Араузионе 6 октября 105 года до н. э., когда проконсул Квинт Сервилий Цепион отказался выполнять приказы консула Гнея Маллия Максима из-за его низкого происхождения. Гай Марий был заочно избран консулом на 104 до н. э. и подготавливал армию для организации отпора германцам.
Сулла в этой войне был последовательно легатом (104 год до н. э.) и военным трибуном (103 до н. э.) у Гая Мария, но вскоре отношения между ними обострились. Плутарх сообщает, что в начале войны Марий «ещё пользовался услугами Суллы, считая, что тот слишком ничтожен, а потому не заслуживает зависти». В 104 году Сулла взял в плен вождя тектосагов Копилла, что привело к прекращению их сопротивления, а вскоре сумел удержать от вступления в войну на стороне германцев племя марсов и даже склонил их к заключению союза с Римом. Сулла добился заметных успехов, так что вскоре Марий перестал давать ему поручения, боясь возвышения своего способного офицера. Однако, в начале 102 года до н. э. Сулла перешёл от Мария к Квинту Лутацию Катулу. Впрочем, существует основанное на сообщениях об отсутствии военных дарований у Катула мнение, что Сулла перешёл к Катулу, надеясь легко возвыситься на фоне бездарного командующего. Существует также версия, что Сулла как способный офицер мог быть направлен ко второму консулу самим Марием.
В любом случае, у Катула Сулла, занимая должность легата, быстро вошёл в доверие к нему (не исключено, что это было связано с принадлежностью их обоих к древним и знатным, но со временем угасшим родам) и вскоре достиг значительных успехов. Так, Сулла победил альпийских варваров, а затем умело наладил снабжение армии. Сулла также принял участие в решающей битве при Верцеллах 30 июля 101 года до н. э. и позднее описал её в своих мемуарах. Сулла находился во время битвы вместе с Катулом и, по уверению биографа Суллы Плутарха, находился в наиболее жарком месте битвы, в то время как Марий увлёкся преследованием германцев. Предполагается, что римским войскам Катула и Суллы, которые Марий расположил в центре, перед битвой не отводилось серьёзной роли, хотя в действительности всё вышло по-другому. Римляне одержали полную победу в битве и надолго сняли угрозу со стороны германцев. Вскоре, несмотря на разногласия между претендовавшими на решающую роль в победе Катулом и Марием, в Риме был проведён совместный триумф.
Многие достижения Суллы в этой войне иногда считаются преувеличенными из-за того, что описывающая войну традиция в основном восходит к автобиографиям Суллы и Катула, которые, по-видимому, были направлены против Мария. Например, сообщения более поздних источников интерпретируются как сильные преувеличения: «как пишет Плутарх, [Сулла] покорил „большинство альпийских варваров“. Каких именно, однако, не уточняется. Думается, такая небрежность не случайна — победы легата были не так уж значительны, и излишняя конкретность могла лишь испортить впечатление». Кроме того, делается предположение, что солдаты Катула были расположены в тактически малозначимом центре во время битвы при Верцеллах из-за своей слабой подготовки.

### Получение претуры
Вскоре после окончания кимврской войны Сулла попытался начать политическую карьеру, желая вернуть своей семье прежний высокий статус. Сперва он принял участие в выборах преторов, но потерпел поражение. Сам Сулла свою неудачу приписывал плебсу, который стремился вынудить Суллу пройти сперва через эдилитет и организовать роскошные игры с участием львов, используя свою дружбу с Бокхом. По-видимому, во время предвыборной кампании Сулла опирался преимущественно на свои военные успехи, что было довольно частым явлением.
Тем не менее, позднее Сулла был избран городским претором (лат. praetor urbanus), но добился должности подкупом, чем его впоследствии попрекали. По другому мнению, он добился должности честным путём, учтя все ошибки своего первого выдвижения и постаравшись угодить всем. Возможно, именно к этому времени относится установление «рекламной» скульптурной композиции, изображающей сцену передачи Югурты Сулле. При этом Сулла, так и не прошедший через должность эдила, всё же устроил первую крупную травлю зверей с участием 100 львов во время претуры. В год претуры Сулла провёл игры в честь Аполлона (лат. ludi Apollinares), которые впервые провёл его прадед. Во время претуры у него также случился конфликт с Гаем Юлием Цезарем Страбоном, подробности которого неизвестны.
Точная дата его претуры в середине 90-х годов неизвестна: Плутарх указывает, что Сулла впервые участвовал в выборах претора сразу после окончания кимврской войны, а повторно участвовал и был избран спустя год, то есть в 97 или 98 году; Веллей Патеркул указывает, что Сулла был претором за год до начала Союзнической войны. В результате, в Cambridge Ancient History наместничество Суллы в Киликии датируется промежутком между 97 и 92 годами. В русскоязычной историографии вслед за Томасом Броутоном долгое время в качестве основной принималась версия о поздней претуре Суллы в 93 году и пропреторства в 92 году. Начиная с Эрнста Бадиана более распространённым является мнение о поздней претуре Суллы в 99 году. В Der Kleine Pauly 99-м годом датируется первая попытка получения претуры, а следующим годом — получение претуры на 97 год. Аналогичного мнения придерживались автор биографии Суллы Франсуа Инар и историк Ховард Скаллард.

### Наместничество в Киликии
После преторства в Риме Сулла отправился в Киликию, где был наместником (возможно, в ранге проконсула). По поручению сената Сулла попытался посадить на трон в соседней Каппадокии проримски ориентированного Ариобарзана I, получившего прозвище Филоромей («любящий римлян»). Около 97 года Ариобарзан был избран на трон проримской группировкой, после чего понтийский царь Митридат VI попытался свергнуть Ариобарзана чужими руками. Поэтому Сулле, располагавшему небольшим отрядом, пришлось столкнуться с каппадокийским узурпатором Гордием и армянским царём Тиграном II, армия которых была разбита Суллой. Во время наместничества Сулла также был первым римским должностным лицом, принявшим посольство из Парфии. Сулла провёл «трёхсторонние переговоры» по вопросу о дружбе и союзе между Парфией и Римом, установив при этом три кресла — одно для парфянского посла Оробаза, второе — для себя, третье — для Ариобарзана; сам он сидел в центральном кресле. Это противоречило римской традиции, в соответствии с которой международные переговоры находились в ведении сената, а все договоры утверждались народным собранием. Кроме того, это было знаком того, что Рим не намерен общаться с Парфией на равных. Известно, что парфянский посол Оробаз был впоследствии казнён за то, что не смог дать отпор вызывающему поведению Суллы во время переговоров. После возвращения в Рим Сулла был привлечён к суду по обвинению во взяточничестве, но вскоре обвинения против него были сняты. Он также не стал выдвигать свою кандидатуру в консулы, хотя традиционно люди, прошедшие через претуру, спустя три года участвовали в выборах консулов.

### Союзническая война
После неожиданного восстания италиков Сулла был определён легатом к консулу 90 до н. э. Луцию Юлию Цезарю. Во время войны ему пришлось сотрудничать с Гаем Марием, хотя отмечается падение авторитета Мария при одновременном увеличении популярности Суллы.
В начале войны Сулла и Марий столкнулись с марсами, которые всегда были наиболее опасными врагами Рима в Италии. Сулла напал на марсов, когда те были дезорганизованы, пробираясь через виноградники. Большую часть года он провёл в южной части Апеннинского полуострова.
В 89 году до н. э. Сулла возглавил римское наступление в Кампании и Самнии, которое длилось с июля по сентябрь. Сперва армия Суллы напала на отряд италиков Луция Клуенция, но из-за поспешности в приготовлениях она была обращена в бегство италиками. Во время отступления навстречу убегающим сулланским войскам спешил его резерв, благодаря которому уже Клуенций был вынужден отступить. Однако Клуенций находился поблизости, и вскоре, усилив свою армию пришедшими на помощь галлами, вышел для сражения с Суллой. По сообщению Аппиана, перед битвой один массивный галл из армии Клуенция стал вызывать кого-либо из римлян на бой; из рядов сулланской армии вышел невысокий мавританец и убил галла. Остальные галлы разбежались, а Сулла воспользовался начавшимся бегством всех войск Клуенция и начал их преследование. По сообщению античных историков, во время этого преследования Сулла уничтожил около 30 тысяч солдат противника, а у стен близлежащего города Нолы, куда бежали солдаты Клуенция — ещё 20 тысяч. Также во время действий в Кампании Сулла взял Помпеи.
Затем Сулла вошёл в Самний, в область гирпинов, где сперва осадил город Эклан. Жители Эклана ждали прибытия подкреплений из Лукании и просили Суллу дать им отсрочку якобы на размышления. Разгадавший замысел экланцев Сулла за отведённый им час обложил деревянную стену города хворостом, а затем поджёг. Эклан капитулировал, но Сулла, в отличие от других сдавшихся ему городов, отдал его на разграбление своим солдатам, объясняя, что Эклан сдался не из-за лояльности римлянам, а по необходимости. Вскоре после этого Сулла неожиданно напал на военачальника самнитов Мотила с тыла и разбил его, а затем захватил и новую столицу восставших италиков, Бовиан.
Союзническая война стала очень удачной для Суллы; успешные действия выделили его среди других полководцев и сделали героем всей кампании. Он получил один из высших знаков воинской доблести — венец из трав (corona graminea), став третьим её обладателем за два века. В октябре 89 года Сулла вернулся в Рим и выставил свою кандидатуру в консулы на следующий год.

## Первое консульство

### Борьба за командование армией в походе против Митридата
В конце Союзнической войны, в 88 году до н. э., Митридат VI Евпатор, царь Понта, захватил Азию и уничтожил в ней 150 000 римских граждан. Разослав по всем городам письма, он дал приказ убить их в один день и час, сопровождая это обещанием огромного вознаграждения. Исключение составил лишь Родос — как в стойкости против Митридата, так и в верности римлянам. Но большинство полисов сотрудничали с Митридатом — например, митиленцы выдали Митридату закованными некоторых римлян. Параллельно Митридат изгнал Ариобарзана и Никомеда, царей Каппадокии и Вифинии соответственно. Выступление Митридата было связано с ослаблением Рима Союзнической войной. Огромные поборы римских наместников и откупщиков настроили местное население против Рима, что привело к их полной поддержке действий Митридата. В Риме же полагали, что война против Митридата будет достаточно лёгкой, а война на территории богатых провинций обещала чрезвычайно обогатить полководца. Также было хорошо известно, что Митридат был очень богат, а в примкнувших к Митридату греческих городах было огромное количество произведений искусства, которые в начале I века уже высоко ценились в Риме. Неудивительно, что за должность командующего армией против него развернулась упорная борьба уже на стадии выборов консулов на 88 год. Известно как минимум о четырёх именитых кандидатах на консульство.
После окончания основных боевых действий Союзнической войны Сулла вернулся в Рим в октябре 89 года и выставил свою кандидатуру в консулы. Благодаря возросшей популярности он был избран консулом на 88 год; его коллегой стал Квинт Помпей Руф, не бывший видным политиком, но другом Суллы. После победы Суллы на выборах консулов сенат, следуя устоявшейся традиции, передал командование армией в намечавшейся войне именно консулам, а Сулла по жребию получил провинцию Азию в наместничество и армию для ведения войны против Митридата. При этом для вооружения армии за неимением других средств были проданы жертвенные дары, которые, по преданию, оставил ещё Нума Помпилий. Однако на должность командующего армией претендовал и Гай Марий, надеявшийся восстановить свой прежний статус великого полководца успешными военными действиями. Против кандидатуры Суллы выступили всадники и представители сенатской оппозиции (популяры). Гай Марий, не имевший в 88 до н. э. магистратуры и не располагавший возможностью получить командование легально, склонил на свою сторону трибуна Публия Сульпиция Руфа — человека с весьма запятнанной репутацией. Для достижения своей цели Марий решил опереться на только что побеждённых с его участием италиков. По другой версии, инициатива могла исходить от Сульпиция, бывшего сторонником убитого в 91 до н. э. Марка Ливия Друза. Некоторые исследователи называют Сульпиция главой антисенатской оппозиции в этот период.

### Законопроект Сульпиция. Первые столкновения
Народный трибун Публий Сульпиций по соглашению с Гаем Марием внёс законопроект о распределении граждан по всем трибам, который мог иметь серьёзные последствия. Из-за этого законопроекта римское общество разделилось на две группы — на римлян, которые стремились сохранить своё доминирование в политической жизни, и на италиков, новых граждан, которые стремились завоевать полные и равные права, гарантирующие им участие в политической жизни на равных с римлянами.
В результате Союзнической войны италики по lex Iulia и lex Plautia Papiria формально получили полные гражданские права, в том числе и право голосовать наравне с римскими гражданами. В то же время, они были зачислены в последние трибы, а не распределены по старым трибам, где они численно превосходили бы собственно римлян. Из-за этого они голосовали самыми последними, что не позволяло им реально влиять на политическую жизнь в стране. Первоначально новые граждане ещё не понимали, что им достались неполные гражданские права, а поскольку основная цель, преследуемая ими во время Союзнической войны, — получение равных с римлянами гражданских прав — была достигнута, то напряжение среди италиков спало сразу же с получением этих прав. Две области — Лукания и Самний — и вовсе не получили в то время права голосовать из-за своего упорного сопротивления во время Союзнической войны. Распределение италиков по всем трибам значительно изменяло расклад сил в народном собрании. Если бы предложенный законопроект был утверждён, Гай Марий и Сульпиций смогли бы провести любой закон, опираясь на италиков, так как новые граждане благодаря своей численности могли бы обеспечить проведение любого закона.
Кроме того, Сульпиций предложил вернуть из изгнания участников движения Сатурнина 12-летней давности и исключить из сената всех, чей долг был более 2000 денариев. Эти меры были направлены против господствовавшего в Риме нобилитета.
Многие римляне, осознавая возможное ущемление своих привилегий, оказывали сопротивление проведению законопроектов Сульпиция. На стороне римлян (старых граждан) выступили и консулы — Сулла и Квинт Помпей Руф. Особенно активно выступил против законопроекта Сулла. Получив командование над армией для ведения войны против Митридата, он понимал, что Гай Марий может с помощью принятого италиками законопроекта легко заполучить командование над армией. Наконец, консулы, пользуясь своей властью, объявили назначенный для обсуждения законопроекта и голосования по нему срок неприсутственными днями, что исключало возможность собраний.
Сульпиций не стал дожидаться окончания неприсутственных дней, а приказал своим сторонникам явиться на форум со спрятанными кинжалами. Сульпиций требовал скорейшей отмены неприсутственных дней, понимая, что Сулла может в любой момент направиться в Грецию и увести с собой армию. Сульпиций указывал на незаконность введения положения о неприсутственных днях, поскольку не могла вестись и торговля. Консулы отказались, и тогда сторонники Сульпиция вынули кинжалы и стали угрожать консулам. Квинт Помпей сумел убежать, а Сулла был вынужден просить убежища в доме Гая Мария (впоследствии он это отрицал). Сулла убедил Сульпиция отпустить его, обещая обдумать ситуацию, но только после убийства сторонниками Сульпиция сына Квинта Помпея, который также приходился родственником Сулле, неприсутственные дни были отменены. Однако Сулла сразу же после этого направился к ожидавшей его армии, стремясь как можно быстрее переправиться в Грецию, чтобы постановление о смене командующего на Гая Мария не могло быть осуществлено. Однако в Риме Сульпиций успел провести оба законопроекта — о перераспределении италиков по всем трибам и о переназначении командующего армией для войны против Митридата — до переправы Суллы через Адриатическое море. По Плутарху, Сулла был в Риме во время принятия закона, и ему пришлось спешить к армии, чтобы опередить людей Мария, которым было поручено установить контроль над войсками. По другой версии, в момент принятия законов Сулла уже был в пути к Ноле, куда были направлены трибуны с поручением передать командование Марию. Наконец, существует версия, что Сулла мог отправиться к войскам в Ноле по соглашению с Марием, поскольку сама Нола всё ещё находилась в осаде с середины Союзнической войны и осаде требовался командующий.

### Вооружённое выступление Суллы
Стремясь вернуть себе командование и изгнать Мария, Сулла повернул свои войска на Рим, предварительно заручившись поддержкой самих солдат. Большинство из них служили под его командованием с начала Союзнической войны, и они практически не грабили Италию, из-за чего перспектива похода в богатую Азию казалась крайне привлекательной. Сулла убедил солдат, что Марий наймёт новых солдат, и войска забросали камнями трибунов, прибывших принять у Суллы командование. В своей речи к солдатам Сулле удалось представить ситуацию как опасную для всего Рима и представить себя как избавителя. После этого солдаты, возможно, сами предложили Сулле возглавить поход на Рим. Это был первый случай, когда магистрат использовал свои войска для захвата Рима. Вместе с Суллой находился второй консул Квинт Помпей Руф (к тому времени он, возможно, уже был отстранён от консулата), что создавало иллюзию законности. Численность выступивших войск составляла около шести легионов (примерно 35 тысяч солдат), однако многие офицеры покинули армию, не желая участвовать в военном перевороте. В ответ на вопрос прибывших к Сулле послов сената о том, почему он идёт с армией против своей родины, Сулла ответил, что хочет «освободить её от тиранов». Хотя Сулла и Помпей впоследствии пообещали послам, что начнут переговоры, вместо этого они немедленно начали готовиться к штурму Рима и битве против тех отрядов, которые успели собрать Марий и Сульпиций.
Квинту Помпею с первым легионом была поручена охрана Коллинских ворот, второму легиону — удерживание Целимонтанских ворот, третьему — удержание моста Сублиция между Бычьим форумом и Яникулом, четвёртый оставался в резерве, пятый и шестой легионы под командованием Суллы вошли в город через Эсквилинские ворота, вспомогательные отряды должны были выслеживать вооружённых сторонников Сульпиция. Вошедшие в город солдаты Суллы подверглись разрозненным атакам местных жителей, но волнения были прекращены угрозой сожжения их домов. У Эсквилинского форума впервые столкнулись между собой две римские армии. Завязались уличные бои, во время которых сторонники Гая Мария пообещали предоставить свободу рабам, если те примкнут к ним, а также призвали выступить римлян. Однако рабы и горожане не вступили в бой, поэтому марианцы вместе со своими сторонниками были вынуждены бежать из города под натиском регулярной армии Суллы и Квинта Помпея. Попытки солдат-победителей начать грабёж города были пресечены.

### Мероприятия Суллы
Несмотря на имевшиеся возможности для единоличного управления, Сулла отправил армию из Рима в Капую, где она должна была дожидаться его для переправы в Грецию, а сам начал управлять по-прежнему, как консул.
До настоящего времени не установлено, какие из описываемых источниками реформ относились к 88 году. Доподлинно известно лишь о том, что Сулла отменил все законы Сульпиция. Чаще всего в качестве реформ 88 года называются следующие четыре. Во-первых, консулы законодательно оформили многократно нарушавшийся порядок, по которому в народное собрание мог быть отправлен только тот законопроект, который был обсуждён в сенате. Во-вторых, в народном собрании, по свидетельству Аппиана, был осуществлён возврат к голосованию по центуриям, а не по трибам. В то же время, эта информация в других источниках не встречается, что даёт повод некоторым исследователям отрицать факт реформы системы голосования. В-третьих, народные трибуны были лишены многих прав, а распоряжения Сульпиция были отменены. В-четвёртых, сенат был пополнен 300 сенаторами из числа наиболее знатных людей (по другой версии, Сулла только планировал пополнение сената, но не осуществил его). Впрочем, значение проведённых мероприятий было невелико — вскоре они были отменены; тем не менее, они иногда рассматриваются как репетиция будущей диктатуры.
В это же время было приговорено к изгнанию 12 человек. Среди них были Гай Марий, Сульпиций и Гай Марий Младший. Марий и Сульпиций были также заочно приговорены к смерти, и вскоре Сульпиций уже был убит своим рабом, которого Сулла приказал сначала освободить за содействие в поимке, а затем казнить за предательство своего господина. Марий же скрывался в минтурнских болотах, а затем бежал в Африку. Его сын, Гай Марий Младший, также бежал в Африку.
Однако оставшиеся в Риме сторонники Мария и Сульпиция, а также многочисленные римляне, связанные с Марием теми или иными обязательствами, стали требовать отмены приговора Марию и его возвращения в Рим. Кроме того, римляне выбрали консулами на 87 год людей, не самых приемлемых для Суллы, — Гней Октавий считался его сторонником, однако Луций Корнелий Цинна был из стана его врагов. С Цинны Сулла взял обязательство проводить политику в его интересах, и тот торжественно дал клятву в поддержании проводимой Суллой политики. Кроме того, при неясных обстоятельствах (предположительно по приказу Гнея Помпея Страбона) был убит второй консул Квинт Помпей Руф. Предполагается, что Сулла и Страбон могли враждовать.
Однако после вступления в должность в начале 87 года Цинна заговорил о необходимости повторного проведения закона о перераспределении италиков. Тогда же народный трибун Марк Вергилий (возможно, по поручению Цинны) начал судебное преследование против Суллы. Сохранились сведения, что причиной изменения политической ориентации Цинны могла быть полученная им от италиков взятка в 300 талантов. Но Сулла не обратил внимания на начавшееся судебное разбирательство и, «пожелав и обвинителю и судьям долго здравствовать, отправился на войну с Митридатом».

## Война с Митридатом
В 87 году до н. э. Сулла прибыл из Италии в Грецию для ведения войны с Митридатом. Из-за событий в Риме Сулла задержался с выступлением на 18 месяцев.
Предполагается, что Сулла со своей армией высадился в Эпире и оттуда проследовал в Аттику. Сначала Сулла одержал победу над полководцами Митридата в районе Афин. Вскоре после этого он осадил сами Афины, а вскоре (1 марта 86 года) взял их штурмом, обнаружив плохо укреплённое место в городской стене. После этого он отдал город на разграбление своим солдатам, что вылилось в убийство многих граждан. В результате многие афиняне покончили с собой, ожидая скорого разрушения города. Однако затем Сулла, взяв Акрополь, где укрепился афинский тиран, помиловал город, обосновав это его славным прошлым. Тем не менее, город был сильно повреждён, рощи в Академии Платона и Ликее Аристотеля были вырублены для строительства осадных машин, афинский порт Пирей обезлюдел, а военно-морской арсенал Филона был разрушен. Нуждаясь в денежных средствах, Сулла приказал разграбить несколько храмов, включая храм Аполлона в Дельфах, где пророчествовала Пифия.
В двух битвах — при Херонее (апрель или май 86 года) и у Орхомена (осень 86 года или 85 год) — он полностью разгромил войско Понтийского царства, которым командовал полководец Митридата Архелай. Затем, переправившись в Азию, Митридат заявил о готовности принять мир на любых условиях, однако затем начал торговаться. Обложив его данью в 20 000 талантов и конфисковав часть кораблей, Сулла заставил Митридата покинуть Азию и все другие провинции, которые он занял силой оружия. Сулла освободил пленников, покарал перебежчиков и преступников и приказал, чтобы царь довольствовался «границами предков», то есть непосредственно Понтом.
В это время в Италии хозяйничали марианцы, сумевшие захватить Рим и начавшие кампанию террора против своих оппонентов, в том числе и против сторонников Суллы. Гней Октавий, законный консул, был убит на форуме, а его голова выставлена на всеобщее обозрение. Сторонники Мария и Цинны послали на Восток консула Луция Валерия Флакка (вскоре его сменил Гай Флавий Фимбрия) для принятия командования над войсками Суллы, но отряды под командованием Фимбрии взбунтовались и вынудили его совершить самоубийство.
В Греции солдаты провозгласили Суллу своим императором (впервые этот титул упоминается во время описания Плутархом битвы при Орхомене). Возможно, это был второй случай после Каппадокии, когда солдаты провозгласили его императором. За победу над Митридатом Сулла получил право на триумф, но это произошло лишь 27—28 января 81 года до н. э.

## Гражданская война 83—82 до н. э.
Высадившись в Брундизии, Сулла, не обладая численным преимуществом, быстро подчинил себе южную Италию, после чего по Аппиевой дороге его легионы направились к Риму. По пути к нему присоединялись консервативно настроенные нобили, выжившие в годы марианского террора (Квинт Цецилий Метелл Пий, Марк Лициний Красс, Гней Помпей). На руку Сулле сыграли протестные настроения римлян, недовольных правлением марианцев, и отсутствие сильных лидеров и организаторов. Марианцы начали набор войск, однако предстоящая кампания не пользовалась популярностью, и на одной из солдатских сходок Цинна, ставший к тому времени лидером марианцев, был убит. В нескольких сражениях войска Суллы разбили армии марианцев и осадили Пренесте — важный опорный пункт марианцев. При этом Сулла долгое время не вступал в Рим, поскольку с сакрально-юридической точки зрения его власть проконсула действовала лишь до вступления в город. У стен Рима произошло крупнейшее сражение гражданской войны — битва у Коллинских ворот. Первый этап битвы завершился поражением Суллы, однако благодаря успехам Красса, командовавшего правым флангом, противники были разбиты. В конце концов марианцы потерпели полное поражение и были либо убиты во время самой войны (как Гай Марий младший), либо изгнаны из Италии и впоследствии убиты за её пределами (как Гней Папирий Карбон и Гай Норбан).

## Диктатура Суллы

### Занятие должности бессрочного диктатора
Сулла пришёл к власти в 82 году до н. э. Для легитимации захвата власти Сулла призвал сенаторов избрать так называемого междуцаря — интеррекса, поскольку консулов тогда не было: Гней Папирий Карбон погиб в Сицилии, Гай Марий младший — в Пренесте. Сенат избрал Луция Валерия Флакка, ожидая, что он предложит выбрать новых консулов. Однако Сулла поручил Флакку внести в народное собрание предложение о назначении выборов диктатора. При этом диктаторскую власть не должен был ограничивать традиционный срок в 6 месяцев, но диктатура должна продолжаться «до тех пор, пока Рим, Италия, вся римская держава, потрясённая междоусобными распрями и войнами, не укрепится». Однако обычай избирать диктатора в особых случаях прекратился 120 лет тому назад (последним диктатором был Гай Сервилий Гемин). При этом в озвученном Флакком предложении не указывалось, что диктатором следовало выбрать именно Суллу, хотя сам Сулла этого не скрывал. Наконец, Сулла в одной из речей прямо заявил, что именно он будет полезен для Рима в настоящее время. Было проведено постановление, предоставлявшее ему право назначать смертную казнь, конфисковать имущество, основывать колонии, строить и разрушать города, давать и отнимать престолы. Кроме того, сенаторы объявили, что все мероприятия Суллы — как в прошлом, так и в будущем, признаются законными. Полный титул Суллы в период диктатуры был dictator legibus scribundis et rei publicae constituendae.
Чтобы сохранить видимость сохранения существовавшего ранее государственного строя, Сулла допустил «избрание» консулов на 81 год до н. э. Консулами стали Марк Туллий Декула и Гней Корнелий Долабелла. Сам Сулла, будучи диктатором, обладал высшей властью и стоял выше консулов. Перед ним шли 24 ликтора с фасциями — столько же ликторов сопровождало древнеримских царей. Кроме того, его окружали многочисленные телохранители. Своим начальником конницы Сулла сделал Луция Валерия Флакка — компромиссную фигуру из числа видных политиков, сохранивших нейтралитет.

### Проскрипции
Вскоре после прихода Суллы к власти или чуть раньше начала диктатуры начались проскрипции. Об их начале Сулла, по-видимому, объявил перед народным собранием (предположительно, 3 ноября 82 года), предварительно объяснив своё решение. На Форуме были вывешены таблички с именами тех, кого следовало ликвидировать, — первоначально ими были личные враги Суллы, но затем список стал пополняться богатыми римлянами, далёкими от политики. Впрочем, не исключается и возможная неосведомлённость источников о реальной подоплёке внесения в списки, на первый взгляд, случайных лиц. Также таблички содержали обоснование проскрипций и юридически закрепляли различные их аспекты. Так, убийца проскрибированного, принёсший Сулле голову в качестве доказательства, получал два таланта (40 кг) серебра, а если убийцей был раб, то он получал свободу. Доносчики также получали подарки. Тех, кто укрывал внесённых в списки, ждала смерть. Гражданства лишались сыновья и внуки осуждённых, а имущество проскрибированных подлежало конфискации в пользу государства.
Многие соратники Суллы (например, Помпей, Красс, Лукулл) нажили огромные богатства на распродажах имущества и на внесении богатых людей в проскрипции. Красс, однако, был впоследствии отстранён от проскрипций из-за внесения человека в проскрипционные списки без согласования с Суллой.
Сулла составил проскрипционный список в восемьдесят человек, не снесшись ни с кем из магистратов. Последовал взрыв всеобщего негодования, а через день Сулла объявил новый список в двести двадцать человек, затем третий — не меньший. После этого он обратился с речью к народу и сказал, что в списки он внёс только тех, кого припомнил, а если кто-нибудь ускользнул от его внимания, то он составит ещё другие такие списки…

Проскрипции свирепствовали не только в Риме, но и по всем городам Италии. От убийств не защищали ни храмы богов, ни очаг гостеприимства, ни отчий дом; мужья гибли в объятиях супруг, сыновья — в объятиях матерей. При этом павшие жертвой гнева и вражды были лишь каплей в море среди тех, кого казнили ради их богатства. Палачи имели повод говорить, что такого-то сгубил его огромный дом, этого — сад, иного — тёплые купанья.

Но, кажется, всего невероятнее случай с Луцием Катилиной. В то время, когда исход войны был ещё под сомнением, он убил своего брата, а теперь стал просить Суллу, чтобы тот внёс покойника в проскрипционные списки как живого. Сулла так и сделал. В благодарность за это Катилина убил некоего Марка Мария, члена враждебной партии, и принёс его голову Сулле, сидевшему на Форуме, а затем подошёл к находившейся вблизи кропильнице Аполлона и омыл себе руки.
Под угрозой смерти находился в то время и будущий бессрочный диктатор Гай Юлий Цезарь, но его влиятельным родственникам удалось уговорить Суллу пощадить его. По версии Плутарха, Сулла сказал о Цезаре своим соратникам: «Вы ничего не понимаете, если не видите, что в этом мальчишке — много Мариев». Светоний записал похожую версию: «Сулла сдался, но воскликнул, повинуясь то ли божественному внушению, то ли собственному чутью: „Ваша победа, получайте его! но знайте: тот, о чьем спасении вы так стараетесь, когда-нибудь станет погибелью для дела оптиматов, которое мы с вами отстаивали: в одном Цезаре таится много Мариев!“».
Существует предположение, что в большинстве случаев внесённых в проскрипционные списки (по крайней мере, наиболее видных из них) казнили на Марсовом поле, а не на месте задержания. Способом казни было отсечение головы с предварительной поркой. Отрубленные головы выставлялись на рострах и у фонтана Сервилия, где до этого демонстрировались головы противников Мария.
По некоторым оценкам, жертвами проскрипций стали 90 сенаторов и 2600 представителей всаднического сословия либо 520 человек.

### Реформы
К числу наиболее известных мероприятий Суллы относится закон о магистратах — lex Cornelia de magistratibus, который установил новые возрастные цензы для желающих занять высшие государственные должности и создал некоторые ограничения для того, чтобы карьера начинающих политиков не развивалась слишком быстро. Так, возрастной ценз стал составлять 29 лет для квестора (по закону Виллия 180 до н. э. — lex Villia annalis — этот возраст составлял 27 лет), 39 лет для претора (33 года по закону Виллия) и 42 года для консула (36 лет по закону Виллия). То есть, между исполнением должности квестора и претора должно было проходить не менее 10 лет. Этим же законом Сулла также воспретил занимать должность претора ранее отправления должности квестора, а должность консула ранее отправления должности претора (ранее эти нормы часто нарушались, поскольку ещё не были закреплены). Кроме того, этим законом было запрещено занимать одну и ту же должность спустя менее чем 10 лет после того, как она была занята впервые. Таким образом были внесены коррективы в cursus honorum. Количество квесторов было увеличено с 8 до 20, а преторов — с 6 до 8. Кроме того, квесторы теперь зачислялись в состав сената сразу же после окончания службы, а не при следующем цензе, как было принято ранее.
Важным его мероприятием стала борьба с институтом народных трибунов. В начале I века до н. э. трибуны играли большую роль в системе политических отношений и, по мнению ряда современников, серьёзно подрывали стабильность государства. Магистратура, созданная когда-то для отстаивания сословных интересов плебеев, превратилась в источник постоянного напряжения. К числу прав трибунов относились законодательная инициатива, право вето, право на созыв народных собраний, сената и contiones, полная неприкосновенность. Возможно, поводом для ограничения власти и престижа народных трибунов для Суллы послужил пример братьев Тиберия и Гая Гракхов, а также Ливия Друза и Публия Сульпиция, которые, с точки зрения «оптиматов» и лично Суллы, причинили государству много зла. Сулла резко уменьшил влияние этой должности, лишив трибунов права законодательной инициативы и права созыва сената, ограничив или даже отменив право вето, а впоследствии трибуну было запрещено занимать какую-либо другую должность. Вследствие этого все дорожившие своей репутацией или происхождением стали уклоняться в последующее время от трибунской должности. После уменьшения полномочий трибунов их положение в политической системе возвратилось к их изначальному положению в начале V века до н. э. и свелось к защите прав отдельных плебеев. Однако в 70 году до н. э. бывшие сулланцы Красс и Помпей во время совместного консульства восстановили все полномочия народных трибунов в прежнем объёме, сняв с них все наложенные Суллой ограничения. Тем не менее, восстановление полномочий народных трибунов в досулланских масштабах не привело к восстановлению прежнего престижа этой должности.
К периоду диктатуры иногда относят и упоминавшуюся под 88 годом реформу голосования по принятию законов с трибутной системы на центуриатную, хотя факт её существования иногда подвергается сомнению (предполагается, что сохранивший свидетельство об этом Аппиан заимствовал информацию из явно антисулланского источника).
Сулла пополнил обезлюдевший во время войн сенат — в его состав было зачислено 300 человек из числа наиболее знатных всадников. Возможно, увеличение численности сената состояло из двух частей — сперва численность опустевшего сената была доведена до трёхсот, а позднее увеличена вдвое. В ходе восстановления численности сената до трёхсот в сенат могли быть возвращены все, кто был исключён Марием, а также добавлены ветераны, отличившиеся в последних войнах и подходящие по имущественному цензу. Увеличение сената вдвое, скорее всего, происходило путём голосования каждой из 35 триб с участием новых граждан — каждая триба избирала девять кандидатов на пополнение сената.
Судебные дела по большинству вопросов были переданы специализированным судебным коллегиям (обычно их насчитывают восемь — по числу преторов), комплектование которых было возвращено под контроль сената, и теперь судьями в этих коллегиях могли стать только сенаторы, а не всадники, как установили Гракхи. Также известно, что Сулла увеличил численность жрецов в жреческих коллегиях. Сулла стал первым, кто провёл закон против нарушений на выборах (de ambitu). Этим законом предусматривался десятилетний запрет на занятие магистратур для нарушителей. Суллой были также проведены законы о величии римского народа — leges de maiestate, по которым, в частности, пропреторам и проконсулам запрещалось без разрешения из Рима начинать войну и выходить за пределы отданных им под управление провинций. Считается, что Сулла также узаконил обращение плакированной монеты или даже возобновил её выпуск. Одновременно с этим Сулла усилил борьбу с фальшивомонетчиками, что должно было символизировать активизацию борьбы за стабилизацию финансового положения Римского государства.
Для поддержки своего курса Сулла включил свыше 10 000 наиболее молодых и крепких рабов, принадлежавших ранее убитым римлянам, в число участников народного собрания. Всех их Сулла объявил римскими гражданами, по своему родовому имени назвав их Корнелиями, чтобы тем самым иметь возможность пользоваться голосами 10 000 таких членов народного собрания, которые готовы были исполнять все его приказания. Дарование свободы такому количеству рабов было беспрецедентным для Древнего Рима шагом. Опора на Корнелиев после окончания гражданской войны, во время которой на рабов пытались опереться марианцы, считается свидетельством целенаправленной, но в то же время радикальной политики.
Служившие в его армии солдаты были наделены большим количеством свободной или отнятой у владельцев в качестве штрафа земли в городских общинах. Кроме того, для наделения землёй ветеранов использовались и поместья проскрибированных. Ветераны легионов были наделены землёй почти исключительно в Италии, и только одна ветеранская колония была основана за её пределами. Не существует, однако, единого мнения относительно количества ветеранов, получивших землю. Аппиан в разных местах своих «Гражданских войн» пишет о 23 легионах и 120 тысячах солдат, Тит Ливий употребляет цифру в 47 легионов (по другому мнению, цифру в источнике следует читать как 27). Исследователи обычно говорят о примерно 100 тысячах ветеранов, 120 тысячах либо о примерно 23 легионах (наименьшее число, встречающееся в источниках) без оценок количества. Не существует и единого мнения относительно средней площади земельных участков — обычно она очень нечётко ограничивается 10—100 югерами (2,5—25 гектаров).
Необходимое количество земли было конфисковано у землевладельцев-италиков, в основном из Кампании, Самния и Этрурии. По-видимому, это было связано с наиболее жестоким сопротивлением жителей трёх областей Сулле: например, города Апулии, радушно встретившие Суллу, практически не были подвергнуты конфискациям. Считается, что множество свободных крестьян в результате конфискаций было лишено средств к существованию. Часть земли, возможно, была взята из фонда ager publicus. Из-за того, что почти десять лет подряд Италию сотрясали конфликты, большое количество ранее обрабатываемой земли было заброшено, что уменьшало количество недовольных. В Лукании и Самнии большинство земель были малопригодны для земледелия, из-за чего Сулла ограничился преимущественно распределением поместий проскрибированных.
Несмотря на то, что Сулла отбирал землю у италиков, а в 88 году до н. э. отменил зачисление италиков во все трибы, перед началом гражданской войны он обещал полное прощение всем своим противникам из числа старых и новых граждан, что интерпретируется как попытка сближения со всеми италиками. Раздача отобранной земли ветеранам и дарование свободы Корнелиям рассматриваются как меры, направленные на создание социальной опоры новой власти, а иногда — как осуществление аграрной программы противников Суллы.
Конечной целью политических мероприятий Суллы исследователи называют установление верховенства сената в государственных делах или восстановление политических преимуществ нобилитета. Также существует мнение, что Сулла проводил политику, выгодную прежде всего богатым землевладельцам. Сам Сулла преподносил все свои действия народу как «устроение республики», то есть как совершенствование неписаной римской республиканской конституции.
Кроме того, Сулла перестроил курию Гостилия, перенёс померий и поставил свою конную статую на форуме возле Lapis Niger — предполагаемого места захоронения Ромула. Перенос померия (расширение юридической и сакральной границы города) вкупе с другими мероприятиями символизировало создание обновлённого Рима.

## Второе консульство и отказ от диктатуры
В 81 году Сулла объявил о намерении баллотироваться в консулы на следующий год, всего через 8 лет после предыдущего консульства. Это заявление противоречило его же закону о порядке отправления должностей (одно из положений lex Cornelia annalis — необходимость 10-летнего интервала между двумя консульствами), но современные исследователи допускают, что этот закон мог быть принят уже после выборов, а также не сомневаются, что сенат разрешил Сулле избираться в виде исключения, если закон уже вступил в силу. Причина, побудившая его избраться консулом, не ясна. Аппиан объясняет, что Сулла стал консулом, «притворно желая сохранить вид демократической власти». Как правило, современные интерпретации второго консульства отталкиваются от этого сообщения. Робин Сиджер считает, что избранием в консулы Сулла демонстрировал окончание кризиса в Римской республике и возобновление нормального функционирования государства. Фредерик Верват рассматривает избрание диктатора консулом как указание на возврат к традиционной политической системе, предполагает увеличение авторитета Суллы с учётом высокого значения консульства — венца карьеры большинства политиков, — а также отмечает некоторое сходство с шагами, предпринятыми первым римским императором Октавианом Августом в 28-27 годах до н. э. «для восстановления республики». Артур Кивни подчёркивает, что консулы при действующем диктаторе не имели реальной власти, и в 81 году на эту должность выдвинули верных сторонников, не имевших большого влияния (консулы 81 года Марк Туллий Декула и Гней Корнелий Долабелла, по характеристике Кивни, — «полное ничтожество» и «сулланец средней руки»). Напротив, в 80 году коллегой Суллы стал крупный политик Квинт Цецилий Метелл Пий. Допускается, что ещё одним кандидатом на этих выборах был сулланец Квинт Лукреций Офелла (убит Суллой, поскольку выставил кандидатуру без согласования с ним), хотя время его самовыдвижения неизвестно: возможно, он пытался участвовать в выборах годом ранее. Плутарх упоминает об отсутствии противоречий между консулами и подчёркивает, что Сулла изначально ожидал непростых взаимоотношений с коллегой (предполагается, что влиятельный Метелл сохранял независимую позицию и имел некоторые разногласия с диктатором, но подыграл Сулле в создании видимости согласия консулов).
Предположительно в 79 году Сулла неожиданно для всех оставил свой пост бессрочного диктатора. При этом он открыто заявил, что готов дать отчёт обо всех своих действиях, после чего появлялся в городе публично без ликторов и телохранителей. В современной историографии существуют гипотезы об отказе от должности диктатора в 80 или 81 годах, хотя часто принимается и прямое указание античных авторов на отставку в 79 году. Летом 79 года Сулла намеренно не контролировал выборы консулов на 78 год и появился на форуме во время выборов как частное лицо. Сулла не стал предпринимать никаких мер даже несмотря на то, что одним из консулов стал Марк Эмилий Лепид, крайне враждебно относившийся к Сулле и его реформам.
По сообщению Плутарха, Сулла, став частным человеком, с большой расточительностью стал задавать пиры для народа. Их размах был очень широк: «Излишек заготовленных припасов был так велик, что каждый день много еды вываливали в реку, а вино пили сорокалетнее и ещё более старое». При этом сам Сулла нарушал законы об ограничении роскоши, проведённые ранее им самим.

## Болезнь и смерть
В это время у Суллы появились симптомы неизвестной болезни. Плутарх рассказывает:
Он долгое время не знал, что у него во внутренностях язвы, а между тем всё тело его подверглось гниению и стало покрываться несметным количеством вшей. Многие были заняты тем, что днём и ночью снимали их с него, но то, что они успевали удалить было лишь каплей в море по сравнению с тем, что нарождалось вновь. Всё его платье, ванна, вода для умыванья, пища кишели этим разлагающимся потоком, — так развилась его болезнь. Много раз в день погружался он в воду, чтобы вымыть своё тело и очиститься. Но всё было бесполезно.
Рассказ Плутарха, вероятнее всего, легендарен: ни самозарождение, ни быстрое размножение вшей невозможны (у этих паразитов многодневный цикл развития), однако в античности благодаря сочинениям Аристотеля эта точка зрения считалась правдивой. Была попытка «спасти» версию Плутарха путём её рационализации: Сулла мог страдать лобковым педикулёзом, сочетавшимся с неясной внутренней болезнью, осложнявшей или делавшей невозможным полноценное лечение. Впрочем, и эта версия подвергается критике с медицинской точки зрения. Историками высказывалось предположение, что предание о вшивой болезни Суллы вообще не имеет реальной основы и введено в оборот врагами диктатора уже после его смерти. Предание о вшивой болезни как о каре бога нечестивцу очень древнее, раннюю версию его сохранил Клавдий Элиан.
Сулла умер в 78 году до н. э.. Его смерть спровоцировала распрю между его сторонниками и противниками. К этим двум группировками принадлежали и консулы — Квинт Лутаций Катул Капитолин поддерживал сулланцев, а Марк Эмилий Лепид, несмотря на то, что он стал консулом при поддержке сулланца Гнея Помпея, принадлежал к пережившим проскрипции антисулланцам и возглавил противников торжественного погребения Суллы. Между тем, было принято решение о погребении его за государственный счёт на Марсовом поле. В Италии был объявлен траур, на время которого вся политическая деятельность и все судебные процессы были приостановлены. Умершему диктатору были предоставлены две исключительные привилегии — на кремацию и захоронение в черте города.
Плутарх и Аппиан сохранили подробности погребения Суллы. Сперва его тело в царском облачении на золотом ложе пронесли по всей Италии, а перед ним носили знамёна и фасции. Затем в Рим стали стекаться его солдаты в полном вооружении. В Риме в память о нём произносили речи лучшие ораторы. В последний путь тело Суллы сопровождала огромная процессия. Его тело было отнесено на Марсово поле, где хоронили только царей, на плечах нескольких самых сильных сенаторов. «День с утра выдался пасмурный, ждали дождя, и погребальная процессия тронулась только в девятом часу. Но сильный ветер раздул костёр, вспыхнуло жаркое пламя, которое охватило труп целиком. Когда костёр уже угасал и огня почти не осталось, хлынул ливень, не прекращавшийся до самой ночи». Сулла стал первым представителем рода Корнелиев, чьё тело было кремировано. В этом видят желание Суллы или его сторонников избавить останки от осквернения после смерти, подобно тому, как были осквернены останки Гая Мария. Сохранились сведения, будто надпись на надгробии Суллы была составлена им самим: «Здесь лежит человек, который более, чем кто-либо из других смертных, сделал добра своим друзьям и зла врагам». Могила Суллы была расположена неподалёку от villa publica, где полководец ночевал перед триумфом.

## Личность Суллы
...этот политический Дон Жуан был человеком с цельным характером. Вся его жизнь служит доказательством неизменяемости его врождённых влечений: в самых разнообразных положениях он всегда был один и тот же.
Древние авторы по-разному оценивали проводимые Суллой мероприятия, однако характеризовали его как яркую неоднозначную личность. В частности, ему неоднократно приписывалась сопутствующая ему во всех делах (вплоть до собственных похорон) удача. Возможно, это является отголоском взглядов самого диктатора, принявшего к концу жизни агномен Феликс (Счастливый) под влиянием своих сторонников.
Плутарх характеризовал Суллу как человека «переменчивого и с самим собой несогласного». Также Плутарх замечает, что Луций был «крутой нравом и мстительный от природы», но «ради пользы умел сдерживать гнев, уступая расчёту».
У Суллы были голубые глаза и красноватые пятна на лице, которые, по мнению античных авторов, придавали ему угрожающий вид. Сенека сообщает, что «Сулла был особенно жесток тогда, когда к лицу его приливала кровь». Сулла считал, что «золотистые волосы отличают его среди других людей». Сохранились также сведения, что у него был красивый голос, позволявший ему хорошо петь.

### Личная жизнь
В молодости Сулла был любовником состоятельной вольноотпущенницы Никополы, от которой после её смерти унаследовал имущество по завещанию. Основной биограф диктатора Плутарх называет первой его женой Илию (др.-греч. ᾿Ιλία), второй — Элию, третьей — Клелию. Однако неоднократно высказывалось предположение, что Юлия (Илия) — искажённое в греческой традиции написание имени Элии, либо наоборот. Если первую жену Суллы звали Юлией, она вполне могла быть родственницей Гая Юлия Цезаря, что могло быть использовано Юлиями для отведения от него угрозы во время проскрипций. Таким образом, в источнике, вероятно, произошло «удвоение» первой жены. Отмечается, что первые супруги будущего диктатора были представительницами знатных родов, но не принадлежали к правящей верхушке.
После развода с третьей (или второй — см. выше) женой Клелией (развод был дан под предлогом её бесплодия) Сулла женился на Цецилии Метелле Далматике, дочери Луция Цецилия Метелла Далматика, врага Гая Мария, и вдове Марка Эмилия Скавра. Благодаря этому браку Луций Корнелий сблизился с Метеллами, одним из наиболее влиятельных древнеримских родов в конце II — начале I века до н. э. Хотя брак был заключён в год, когда Сулла достиг консулата (88 год до н. э.), в римском обществе его восприняли как мезальянс. Вскоре после сложения Суллой полномочий диктатора Цецилия заболела и спустя какое-то время умерла. Сам Луций был ограничен в общении с умирающими какими-то запретами религиозного характера (возможно, из-за членства в коллегии понтификов), поэтому он не смог посетить свою умирающую супругу. После её смерти Сулла нарушил им же изданный закон об ограничениях на затраты во время похорон. В последний раз Сулла женился в возрасте примерно 59 лет, незадолго до смерти. Его избранницей стала Валерия Мессала, с которой он познакомился на гладиаторских играх:
Проходя мимо Суллы, за его спиною, она, протянув руку, вытащила шерстинку из его тоги и проследовала на своё место. На удивлённый взгляд Суллы Валерия ответила: «Да ничего особенного, император, просто и я хочу для себя малой доли твоего счастья». Сулле приятно было это слышать, и он явно не остался равнодушен, потому что через подосланных людей разузнал об имени этой женщины, выведал, кто она родом и как живёт.

### Дети
От первой жены Илии/Юлии/Элии у Суллы была дочь Корнелия. Она стала женой Квинта Помпея, сына консула Квинта Помпея Руфа. Её сын позднее отчеканил монету с изображением обоих своих дедов, а дочь стала второй женой Цезаря. Клелии был дан развод, поводом к чему называлось её бесплодие, поэтому, очевидно, детей у пары не было. Сын диктатора Луций (по-видимому, от Метеллы), не прожив шести лет, умер в 82—81 годах, незадолго до смерти Цецилии Метеллы. После рождения близнецов от Цецилии Сулла нарушил ономастические религиозные обряды своего времени, чтобы дать детям имена Фауст (Фавст) и Корнелия Фауста (Корнелия Фавста), которые никогда не употреблялись в Риме. В то же время, в соответствии с преданием, обнаруживший Ромула и Рема пастух носил похожее имя — Фаустул (Фавстул). Последним ребёнком, родившимся от Суллы, была девочка Корнелия Постума от Валерии Мессалы.

### Религиозные взгляды
Сулла был религиозным человеком и находился под сильным влиянием восточных культов, хотя он тесно познакомился с ними уже в зрелом возрасте. В период его пребывания пропретором в Киликии он был свидетелем или участником оргиастических обрядов в честь местной богини Маа (или Ма; римский аналог — Беллона), после чего сильно увлёкся её культом. Также известно, что в походах будущего диктатора сопровождали восточные маги, гадатели и ворожеи. Своё первое заседание сената в 82 году он созвал именно в храме Беллоны. Кроме того, ряд фактов в источниках (12 молний; предостережения от имени богини и др.) свидетельствует о знакомстве Суллы с религией этрусков и о том, что в окружении диктатора были её адепты.
Сам Сулла часто приписывал все свои успешные начинания покровительству богов и ближе к концу жизни (27—28 января 81 года) принял агномен Феликс (счастливый). Ранее, ещё в период Митридатовой войны, он начал называть себя Эпафродитом (любимцем Афродиты). Своих новорождённых детей он назвал Фауст (Фавст) и Корнелия Фауста (Фавста) именно в связи со своими представлениями о покровительстве богов. С. Л. Утченко видит в последовательно проводимой концепции счастья вызов традиционной римской системе ценностей и попытку оправдания своих действий через утверждение об отсутствии обязательств перед обществом для того человека, которому покровительствуют боги. Особое почитание Аполлона, возможно, было особенностью всего рода Сулл. Высказываются предположения, что взгляды диктатора на отношения богов и людей хорошо согласовывались с традиционным римским представлением о религии (формула do ut des). Когда его жена Цецилия Метелла умирала, Сулла тщательно выполнял религиозные предписания, которые были положены ему как члену коллегии понтификов: не общался с ней и, в конце концов, развёлся.
В то же время, во время Первой Митридатовой войны Сулла относился к святилищам прагматично, без должного почитания, и приказал разграбить самое почитаемое в греческом мире святилище Дельфийского оракула (храм Аполлона), когда нуждался в деньгах. После победы в войне Сулла вновь стал позиционировать себя как почитателя греческих богов. Существует также предположение, что его религиозность была напускной и использовалась им в политических целях (в частности, для привлечения народа), но в последнее время эта точка зрения подвергается сомнению.
Закон о реформе криминального законодательства (Lex Cornelia de sicariis et veneficis) ок. 81 года до н. э. иногда интерпретируется и как закон против магической практики. Наконец, именно со времени господства Суллы в Риме особое распространение получили мессианские и эсхатологические представления, как принесённые с Востока, так и заимствованные у этрусков. В 83 году в Риме ждали конца света, чему особенно способствовала начавшаяся гражданская война.

## Оценка деятельности Суллы
Сулла был первым человеком в Риме, кто использовал данные ему сенатом легионы для развязывания гражданской войны и захвата власти, что сближает его с более поздними римскими императорами. Но хотя Сулла захватил власть с помощью армии (более того — с помощью активных военных действий), он удерживал её без прямого вмешательства войск. Главным средством воздействия на граждан для него был страх. Сулла также был первым, кто был избран диктатором не на 6 месяцев, как того требовала неписаная римская конституция, а «до тех пор, пока Рим, Италия, вся римская держава, потрясенная междоусобными распрями и войнами, не укрепится». В то же время, он сложил свои полномочия досрочно. Проведённые Суллой мероприятия, при всей своей жестокости, способствовали стабилизации положения в государстве и восстановлению влияния сената после потрясений Союзнической войны и власти марианцев в 80-е годы. В то же время, множество родовитых, а значит, влиятельных сенаторов из уважаемых семейств (в основном тех, что по разным причинам примкнули к Марию и Цинне) были убиты во время проскрипций, а на их месте оказались люди, преданные лично Сулле. Кроме того, новые сенаторы, вышедшие в основном из всадников, гораздо активнее занимались торговлей, которая раньше считалась занятием, недостойным патриция. Богатства многочисленных семейств были сконцентрированы в руках немногочисленной элиты, близкой к Сулле (достаточно сказать, что в будущем богатейшие люди Рима, Красс и Лукулл, были введены в политическую элиту именно в это время). Наделение землёй около ста тысяч сулланских ветеранов потребовало больших территорий пахотной земли, которые были изысканы в Италии и отобраны у изгнанных и проскрибированных лиц либо у племён, выступивших против Суллы в гражданской войне. Это содействовало не только расширению мелкого свободного землевладения на фоне прежнего подъёма крупных хозяйств с использованием рабской силы, но и широкой латинизации Италии. Тем не менее, основные политические реформы Суллы («Сулланская конституция») были отменены в течение 12 лет после его смерти.

В советской историографии мы встречаем значительно более единодушную оценку деятельности Суллы. Его классовые позиции ясны: он был защитником интересов сенатской аристократии. Проведенные им реформы возвращали Рим к догракханским временам. Основная же слабость его политики состояла в том, что он, используя новые методы и приемы политической борьбы — опора на армию, бессрочная диктатура, — стремился возродить уже отжившую политическую форму: правление сенатской олигархии.

Л. Корнелий Сулла вновь победил и установил порядок в Риме с помощью насилия и кровопролития. Сулла истребил многих всадников, заставил замолчать народных трибунов и обуздал консулов.
Оригинальный текст (англ.)L. Cornelius Sulla prevailed and settled order at Rome again through violence and bloodshed. Sulla decimated the knigths, muzzled the tribunate, and curbed the consuls.

## Сулла в культуре
Представление о Сулле как о тиране распространилось в Европе благодаря переводам сочинений Плутарха и Аппиана и нашло отражение, в частности, в пьесах Пьера Корнеля «Цинна» и «Серторий». Внимание французских просветителей Вольтера («Век Людовика XV») и Монтескьё («Размышления о причинах величия и падения римлян», «Сулла и Евкрат») было приковано к проскрипциям и добровольному уходу Суллы. В художественных произведениях второй половины XVIII века Сулла становится героем трагедий. В эпоху Второй Империи во Франции к его образу стали прибегать в политической полемике из-за остро стоявшей проблемы проскрипций. Позднее содержание образа диктатора существенно не изменилось. Во второй половине XX века французский антиковед Франсуа Инар попытался пересмотреть представление о нём, мотивируя это тем, что последующие события «глубоко исказили сохранившиеся о диктаторе воспоминания. Прежде всего, заметим, что случай или решительная цензура удалили все свидетельства, которые могли быть для него благоприятными, начиная с его собственных „Мемуаров“».
Художественные произведения, в которых Сулла фигурирует как главный или один из главных героев (выборка):
- Опера Георга Фридриха Генделя «Сулла» (1713);
- Опера Леонардо Винчи «Сулла-диктатор» (Silla dittatore, 1723);
- Опера Вольфганга Амадея Моцарта «Луций Сулла» (1772);
- Пьеса Христиана Дитриха Граббе «Марий и Сулла» (1823—1827);
- Книга Рафаэло Джованьоли «Спартак» (1874);
- Книга Милия Езерского «Марий и Сулла»;
- Книга Георгия Гулиа «Сулла» (1971);
- Первые три книги австралийской писательницы Колин Маккалоу: «Первый человек в Риме» (начало его военной и политической карьеры), «Венец из трав (Битва за Рим)» (период от наместничества до первого захвата Рима и начала войны с Митридатом) и «Фавориты Фортуны» (от завершения гражданской войны 83-82 гг. до диктатуры и смерти) из серии «Владыки Рима» (1990, 1991 и 1993).
- В мини-сериале 2002 года «Юлий Цезарь» роль Суллы исполнил Ричард Харрис.
- В фильме 2012 года «Код Цезаря» роль Суллы исполнил Дерек Джекоби.

### Сохранившиеся изображения Суллы
Аутентичные изображения Суллы не сохранились. Существуют две монеты с изображением Суллы — денарий 56 года до н. э., отчеканенный сыном диктатора Фавстом (см. выше), изображающий сцену передачи Югурты, и денарий 54 года до н. э., отчеканенный его родственником Квинтом Помпеем Руфом (см. выше).
В настоящее время известно три наиболее вероятных скульптурных портрета Суллы:
- Мраморный бюст в Новой глиптотеке Карлсберга в Копенгагене. Высота 44 см. Отбит кончик носа. Ранее находился в Венеции и отождествлялся с Цезарем.
- Бюст в Музей Пия-Климента в Ватикане.
- Бронзовый бюст, хранящийся в Археологическом музее в Вероне. Обнаружен в 1937 году на дне реки Адидже.

С Суллой часто ошибочно отождествляют следующие бюсты:
- «Сулла Барберини» и ещё один бюст в Новой глиптотеке Карлсберга.
- Бюст в Мюнхенской глиптотеке (см. в начале страницы).
- Бюст в Музее Кьярамонти.
- Бюст в Археологическом музее Венеции (см. справа).
- Бронзовый бюст в музее Гетти в Лос-Анджелесе. Его отождествление с Суллой в 1981 году предложил бывший куратор музея Иржи Фрель.

Кроме того, существует семь медальонов, изображения на которых более или менее достоверно отождествлены с Суллой, в том числе пять из карнеола, один из оникса, один из граната.

## Комментарии и цитаты
1. ↑  Принятие агномена «Феликс» (Счастливый или Удачливый) относится к празднованию триумфа над Митридатом (по Fasti Triumphales — 27—28 января 81 года до н. э.). В переписке с греками Сулла называл себя Эпафродитом, то есть «любимцем Афродиты».
2. 1 2  Жером Каркопино относит смерть Суллы к марту[3].
3. ↑  лат. Dictator legibus scribundis et rei publicae constituendae — формулировка, с которой он стал диктатором.
4. 1 2  Различные исследователи датируют сложение диктаторских полномочий Суллой 81, 80 и 79 годами. Долгое время окончание диктатуры датировалось 79 годом. Гипотезу об отставке Суллы в 81 году выдвинул Эрнст Бэдиан в 1962 году. Её поддержало немало исследователей, в том числе автор монографии о Сулле Артур Кивни. Датировку отставки Суллы концом 80 года предложили Эрнесто Валильо и Эмилио Габба в 1950-х годах. Эрик Грюн[англ.] первоначально высказывался в поддержку 80 года, но впоследствии вернулся к традиционной датировке сложения диктаторских полномочий 79 годом. В 2004 году Фредерик Юлиан Верват (сторонник отнесения события к 79 году) констатировал, что дата отставки Суллы остаётся дискуссионной[196][197].
5. ↑  То есть, он был избран диктатором для ведения войны.
6. ↑  Римское наследственное право, однако, гарантировало Сулле часть отцовского наследства.
7. ↑  Плутарх поясняет: «Дело в том, что, хотя и тогда нравы не сохраняли прежней строгости и чистоты, но под тлетворным воздействием соперничества в роскоши и расточительстве стали портиться, тем не менее, равный позор навлекал на себя и тот, кто промотал своё богатство, и тот, кто не остался верен отцовской бедности». — Сулла, 1.
8. ↑  Военная служба была условием занятия магистратур.
9. ↑  Цитата: «Сенат и римский народ склонны помнить и оказанную им услугу, и нанесённое оскорбление. Но Бокха, раз он раскаивается в своем проступке, они прощают. Союза и дружбы он будет удостоен, когда заслужит их».
10. ↑  Возможно, марсы — не известное воинственное племя италиков, а одноимённое германское племя[43].
11. ↑  Автобиографии обоих не сохранились.
12. ↑  Должность курульного эдила стояла ниже претуры по cursus honorum, хотя к началу I века её занятие для дальнейшего карьерного продвижения было необязательным: Keaveney A. Sulla, the last republican… P. 28.
13. ↑  Praetor urbanus занимался в основном судебными делами в самом Риме.
14. ↑  Обзор историографии проблемы дан в статье: Смыков Е. В. Каппадокийская миссия Суллы: проблемы хронологии (историографический очерк) // Studia Historica. Вып. VII. — М., 2007. — С. 93-106.
15. ↑  Цитата: «L. Sulla anno ante praetura functus»: Л[уций] Сулла, исполнявший за год до того обязанности претора… (пер. М. Ф. Дашковой и А. И. Немировского)
16. ↑  Аппиан (вероятно, ошибочно) приписывает начальство над Суллой консулу 91 до н. э. Сексту Юлию Цезарю[76].
17. 1 2  В эпоху Республики в Риме титул императора (лат. imperator) мог принять любой полководец, которого признали таковым его солдаты. Этот титул был очень почётным, однако не имел никакого политического содержания.
18. ↑  Magister equitum был официальным помощником диктатора.
19. ↑  Процитирован перевод М. Л. Гаспарова. Оригинальная цитата: vincerent ac sibi haberent, dum modo scirent eum, quem incolumem tanto opere cuperent, quandoque optimatium partibus, quas secum simul defendissent, exitio futurum; nam Caesari multos Marios inesse.
20. ↑  Contio (народная сходка) — собрание римских граждан, решения которого не имели юридической силы.
21. ↑  Правомерность употребления данного термина для обозначения конкретных политических сил оспаривается.
22. ↑  Сложившаяся к этому времени стандартная схема прохождения магистратур (cursus honorum) предполагала трибунат как один из начальных этапов в политической карьере.
23. ↑  Прецедент включения ветеранов в сенат существовал: в 216 году до н. э. сенат был пополнен самыми отличившимися в ходе войн.
24. ↑  В частности, в русском переводе М. Л. Гаспарова перевод дан по прочтению XXVII legiones (27 легионов) вместо общепринятого XLVII legiones (47 легионов)
25. ↑  Цитата: «А при Империи узнают, что Сулла будто бы умер от фтириаза, то есть болезни, характеризующейся пролиферацией в кровь насекомых, которые разъедают организм. Ясно, что эта басня была придумана врагами диктатора».
26. ↑  Цвет волос описан словом χρυσωπόν (хрисопон).
27. ↑  Иногда её называют Юлией.
28. ↑  лат. Счастливый и Счастливая.
29. ↑  Имена Постум и Постума употреблялись для детей, родившихся после смерти своих отцов.
30. ↑  Цитата: «Piety could happily be left aside and rediscovered after the victory»: Пиетет [к богам] мог быть счастливо оставлен в стороне и восстановлен после победы.
31. ↑  Эти слова Аппиан приписывает Сулле перед избранием.